# メイジナイト
メイジナイト (Mage Knight) は、米国のゲーム会社WizKids社が製作したファンタジー世界を舞台にしたミニチュアゲーム。世界で初めての本格的なトレーディングフィギュアゲームであり、塗装・組み立てが一切不要で手軽にゲームを遊べることで話題を呼んだ。
2001年にシリーズ第一弾「Rebellion」が発売され、2005年8月の「Nexus」まで続いたが2007年現在では展開休止中である。日本語版は富士見書房が2001年10月から展開していたが2004年3月に展開を終了している。

## 概要
ファンタジー世界の兵士をイメージしたミニチュアをいくつか集めて自分だけの軍隊をつくり、対戦相手の軍隊と戦わせるというオーソドックスなミニチュアゲームの形式を取る。ミニチュアの移動距離の管理はインチメジャーによって行われ、攻撃時の命中判定は六面体サイコロによって行われる。
しかし、『メイジナイト』は以下の二点においてそれまでになかった画期的なゲームであった。
成形・塗装済みのフィギュアのパック販売
『メイジナイト』が世に出るまでのミニチュアゲームといえば、「自分が欲しいと思ったミニチュアを選んで買ってきて、自分で組み立てて塗装する」というのが基本的な遊び方のスタイルであった。しかし、『メイジナイト』はいわゆるトレーディングカードゲームの形式を使い、「成形・塗装済みのフィギュアをランダムに数個封入したパックを売る」という形の販売形式をとった。何のミニチュアが手に入るかは買うまでわからないのはトレーディングカードと同じである。この販売形式は今までミニチュアゲーマーにハードルの高さを感じていた層に広く受け入れられ、また日本においてはいわゆるところの「ボックスで発売される（ゲームではない）トレーディングフィギュア」のブームの先駆け的存在にもなっている。
紙や鉛筆による記録が不要
『メイジナイト』のもう一つの特徴はゲームプレイに紙や鉛筆を一切不要にした点であった。従来のミニチュアゲームではミニチュアはあくまで「ただのミニチュア」であって、そこにゲームキャラクターとしてのデータなどが書き込まれているわけではなかった。ゲームを行うときはミニチュアごとに用意されたデータシートを参照する必要があった。戦闘で受けたダメージなどもシートを使って鉛筆で書き込み管理していた。
しかし『メイジナイト』では、ゲームキャラクターのデータとダメージの状態の記録をミニチュアの台座に埋め込むという工夫を行った。『メイジナイト』の台座は二つの丸い台座を重ね合わせた二重構造になっており、下部の台座は回転させることができる。上部の台座には小さな窓が開いており、下部の台座は回転させることで上部の台座の窓から、下部の台座に書かれた文字や記号を参照することができる。この文字と記号がキャラクターの戦闘能力になっているのである。そしてキャラクターがダメージを受けるたびに下部の台座を回転させ、表示される文字や記号を変化させることができる。こうして、キャラクターがダメージを受けるたびに状態が変化していくことを表現している。このような仕組みのミニチュアを使うことで、『メイジナイト』は一切の紙や鉛筆の使用をなくしたのである。
以上の二点の特性は『メイジナイト』以後のゲームにも受け継がれ、現在でも似たような特性を持つミニチュアゲームは多く存在している。

## ミニチュアの造形
素材はプラスチック製。スケールは多くのミニチュアゲームと同じで標準的な人間を25mmサイズとしている。ただし、台座が回転するギミックがあることから、他のミニチュアゲームの台座よりもはるかに大きい。ミニチュアの台座同士が接触すると白兵戦が発生するために、この台座の大きさがゲームバランスにある程度影響している。
ミニチュアの造形が安っぽくてあまり丁寧ではないという批判も多かったが、シリーズが進むにつれディテールは細かくなっていった。

## シリーズ
日本語版として販売されたもののみを記述する。英語版についてはen:Mage Knightも参照。英語版は2003年10月から基本ルールのバージョンアップ版である「Mage knight 2.0」に展開が移行されたが、日本語版はそれと同時に展開が休止したため、日本語で出たメイジナイトは全て初期のルールである「リベリオン」のシリーズである。
- 基本セット
  - メイジナイトリベリオン(REBERION)
- ブースター
  - メイジナイトランサーズ(LANCERS)
  - メイジナイトアンリミテッド(UNLIMITED)
  - メイジナイトシニスター(SINISTER)
  - メイジナイトミニオンズ(MINIONS)
  - メイジナイトアップライジング(UPRISING)
- ダンジョンズ - メジャーでなくスクエア（四角いマス）を使ってTRPG的に楽しむためのジオラマセット
  - メイジナイト・ダンジョンズ：ピラミッド
  - メイジナイト・ダンジョンズ：ドラゴンズ・ゲート
- 大型フィギュア - 単品売りされていた巨大サイズのフィギュア
  - メイジナイトシャドウドラゴン(Venomous Shadow Dragon)
  - メイジナイドライトドラゴン(Radiant Light Dragon)
  - メイジナイトヒルジャイアント(Iron Rain Hill Giant)
  - メイジナイトナイツ・イモータル・チャージャー(Immortal Charger)
  - メイジナイトオーク・サイクロプス(Doom Blade Orc Cyclops)
- コンクエスト - 大規模戦闘に特化したメイジナイト
  - メイジナイトコンクエスト基本セット(Conquest)
  - メイジナイトコンクエスト攻城戦パック(Conquest Siege Pack)
  - メイジナイトキャッスルタワー(Castle Tower)
  - メイジナイトキャッスルキープ(Castle Keep)
  - メイジナイトキャッスルゲートハウス(Castle Gatehouse)
  - メイジナイトキャッスル拡張セット(Castle Wall Pack 2)